# Георг I (Померания)
Георг I Померански (на немски: Georg I von Pommern; * 11 април 1493; † през нощта на 9 юли/10 май 1531, Щетин) от фамилията Грайфен (Померанска династия), е от 1523 до 1531 г. херцог на Померания.

## Живот
Той е най-възрастният син на херцог Богислав X от Померания (1454 – 1523) и втората му съпруга Анна Ягелонка (1476 – 1503), дъщеря на крал Казимир IV от Полша и на Елизабет фон Хабсбург. Името си получава от чичо си и кръстник, херцог Георг Брадати от Саксония, който е женен за по-малка сестра на майка му. Има четирима братя – Казимир III (1494 – 1518), Барним (пр. 1501 – пр. 1501), Барним IX (1501 – 1573) и Ото IV (пр. 1503 – пр. 1518), и три сестри – Анна (1492 – 1550), Елизабет (1495 – 1518) и София (1498 – 1568).
След смъртта на баща му Георг поема управлението през 1523 до 1531 г. заедно с брат му Барним IX. Георг е най-способен и води управлението.
От 1520 г. Георг работи в двора на император Карл V. На 9 май 1531 г. се разболява от пневмония и умира през нощта на 9 юли/10 май 1531 г. в Щетин.

## Фамилия
Първи брак: на 22 май 1513 г. с Амалия фон Пфалц (* 25 юли 1490; † 6 януари 1525), дъщеря на пфалцграф и курфюрст Филип от Пфалц и съпругата му Маргарета Баварска. Те имат три деца:
- Богислав XI (*/† 1514)
- Филип I (1515 – 1560), херцог на Померания-Волгаст, женен на 27 февруари 1536 г. за Мария Саксонска (1515 – 1583), дъщеря на курфюрст Йохан Саксонски
- Маргарета (1518 – 1569), омъжена 1547 г. за херцог Ернст III фон Брауншвайг-Грубенхаген (1518 – 1567) (Велфи)

Втори брак: на 23 януари 1530 г. в Берлин с принцеса Маргарета фон Бранденбург (* 1511, † сл. 3 ноември 1577), дъщеря на курфюрст Йоахим I Нестор фон Бранденбург. Нейната зестра са 20 000 гулдена и селища. Тя е втората му съпруга. Георг умира след една година. Те имат една дъщеря:
- Георгия (1531 – 1573), омъжена 1563 г. за граф Станислаус Латалски от Лабишин († 1598)

- Херцог Георг I от Померания
- Амалия фон Пфалц
- Маргарета фон Бранденбург